# NGC 1410
NGC 1410 (другие обозначения — UGC 2821, MCG 0-10-12, ZWG 391.28, KCPG 93B, VV 729, 3ZW 55, PGC 13556) — эллиптическая галактика (E) в созвездии Телец.
Этот объект входит в число перечисленных в оригинальной редакции «Нового общего каталога».
Составляет взаимодействующую пару с NGC 1409. Относится к сейфертовским галактикам.